# Apogonia badia
Apogonia badia är en skalbaggsart som beskrevs av Moser 1915. Apogonia badia ingår i släktet Apogonia och familjen Melolonthidae. Inga underarter finns listade i Catalogue of Life.